# Кийские острова
Кийские острова, острова Кийские — архипелаг в восточной части залива Варангер-фьорд в Баренцевом море. Административно входит в Печенгский район в Мурманской области. Включает в себя два необитаемых острова: Большой Кий и Малый Кий. Расположены в 2 километрах от западного побережья полуострова Рыбачего между мысами Коровьим и Кийским к северу от губы Большой Волоковой.
До 1940 года острова принадлежали Финляндии и входили в регион Петсамо. Перешли к Советскому Союзу после Советско-финской войны (1939—1940).